# Vanyinói járás
A Vanyinói járás (oroszul Ванинский район) Oroszország egyik járása a Habarovszki határterületen. Székhelye Vanyino.

## Népesség
- 1989-ben 51 428 lakosa volt.
- 2002-ben 42 235 lakosa volt.
- 2010-ben 37 320 lakosa volt.